# Vallouise-Pelvoux
Vallouise-Pelvoux é uma comuna francesa na região administrativa da Provença-Alpes-Costa Azul, no departamento dos Altos Alpes. Estende-se por uma área de 144.81 km². Em 2010 a comuna tinha 1 219 habitantes (densidade: 8,4 hab./km²).
Foi criada em 1 de janeiro de 2017, a partir da fusão das antigas comunas de Pelvoux (sede da comuna) e Vallouise.